# Psathura borbonica
Psathura borbonica är en måreväxtart som beskrevs av Johann Friedrich Gmelin. Psathura borbonica ingår i släktet Psathura och familjen måreväxter.

## Underarter
Arten delas in i följande underarter:
- P. b. angustifolia
- P. b. borbonica
- P. b. grandiflora
- P. b. intermedia